# Trubicovky
Trubicovky (Bryopsidophyceae) je třída zelených řas, v některých případech však je zařazována dovnitř třídy Ulvophyceae jakožto řád Bryopsidales. Mají sifonální mnohojadernou stélku, někdy tvořící jakási nepravá pletiva. Buňky mohou dosahovat velkých rozměrů (viz lazucha) a, aby se při každém poškození nevylila cytoplazma, má buňka neuvěřitelně výkonné opravné mechanismy, které účinkují během několika sekund. Mimo běžné chlorofyly se u nich vyskytují též pigmenty sifonein a sifonoxantin.
Ze známých rodů (ve skutečnosti se jejich počet pohybuje kolem 25) je možno jmenovat rod Bryopsis, Codium, Helimeda a Caulerpa.